# نارکیسوس
نارکیسوس (به یونانی: Νάρκισσος) یا نارسیس یا نَرگِس در اسطوره‌های یونان، پسر کفیسوس و لیریوپه است.
او مرد جوان بسیار زیبایی بود و دل‌بستگان فراوانی از جمله یک پری به نام اخو داشت. اما به همه پاسخ رد می‌داد. سرانجام یکی از عاشقان وی به نمسیس شکایت کرد و نمسیس، نارسیس را محکوم کرد که عاشق تصویر خود شود. او آن‌قدر در آب استخر به تصویر خود نگریست تا جان داد.

## ریشه
در یونان باستان، پسر جوان زیبارویی بود که به عشق دلباختگان خود توجّهی نمی‌کرد و حتّی به الهه‌هایی که عاشق او بودند بی‌اعتنایی می‌کرد. تا اینکه روزی به کنار چشمه‌ای می‌رود و در هنگام آب نوشیدن، صورت خود را در آب می‌بیند و فریفتهٔ خود می‌شود. برای آنکه خود را در آغوش بکشد، در آب می‌پرد و غرق می‌شود. خدایان به خاطر این ناکامی وی را به گل نرگس (نارسیسیوم) تبدیل می‌کنند تا همواره بر لب آب بروید و خود را نظاره کند.

## روانشناسی
نارسیسیسم در روانشناسی به معنی عشق به خود یا تمایلات دورهٔ طفولیت و بزرگی و خودشیفتگی است.